# Regroupement étudiant des facultés d'administration de l'Est du Canada
 (avril 2023).
Si vous disposez d'ouvrages ou d'articles de référence ou si vous connaissez des sites web de qualité traitant du thème abordé ici, merci de compléter l'article en donnant les références utiles à sa vérifiabilité et en les liant à la section « Notes et références ».
Le Regroupement étudiant des facultés d’administration de l’est du Canada (RÉFAEC) représente plus de 33 000 étudiants provenant des universités québécoises, de l’Université d’Ottawa et de l’Université de Moncton.
Fondé en 1986, le RÉFAEC rassemble les représentants de treize universités qui œuvrent pour la reconnaissance de leur diplôme dans le milieu du travail et pour le succès des étudiants de leur faculté.

## Profil

### Mission
Permettre l’accomplissement académique, social et professionnel des étudiants en administration de l’Est du Canada.

### Objectifs
- Favoriser la communication entre les associations étudiantes des facultés d’administration de l’Est du Canada;
- Être la référence en gestion d’événements interuniversitaires;
- Représenter les intérêts des étudiants sur la scène publique, académique et politique afin d’améliorer les conditions des étudiants et pouvoir augmenter la valeur des diplômes;
- Développer des relations avec les organismes publics et paragouvernementaux, les entreprises et les associations du monde des affaires afin de pouvoir rapprocher les étudiants de leur réalité et de leur permettre d’avoir de meilleurs outils pour leur arrivée sur le marché du travail

### Historique
Le RÉFAEC a vu le jour en 1986 et a réellement pris son essor quelques années plus tard avec la création des Jeux du Commerce en 1989. Pour la première fois, les associations des facultés d’administration avaient l’occasion de se rencontrer pour échanger idées et méthodes de travail.
Le RÉFAEC fut d’abord connu sous l’appellation Regroupement Étudiant des Facultés d’Administration du Québec (RÉFAQ) avant de prendre de l’expansion avec l’arrivée de l’Université d’Ottawa et de l’Université de Moncton.
Au fil du temps, le RÉFAEC s’est enrichi de trois autres compétitions d’envergure: le Happening Marketing (1992), le Symposium GRH ainsi que l’Omnium Financier (2006).

### Structure
Le Regroupement des étudiants des facultés d’administration de l’Est du Canada (RÉFAEC) se réunit quatre fois par année autour de cinq tables différentes, réunissant ainsi près d’une centaine de personnes provenant de toutes les associations membres. La table principale, la table des présidents, a pour objectif de coordonner les autres tables. L’exécutif en poste y siège avec les présidents des associations étudiantes membres du regroupement.  Les autres tables sont celles des Jeux du commerce, de l'Omnium financier, du Happening Marketing et du Symposium GRH. 
Lors des congrès trimestriels, chacune des facultés d’administration est représentée par son association facultaire ou générale et le RÉFAEC accueille à sa table les présidents et vice-présidents externes ayant été élus par les étudiants de leur université respective. La table rassemble donc un minimum de 26 délégués en plus d’être animée par l’exécutif en poste. Les décisions prises le sont en fonction d’un système de votation à double majorité où le nombre d’universités et le nombre d’étudiants représentés doivent être majoritaires afin d’accepter une proposition. Ainsi, le RÉFAEC s’assure de la meilleure représentation des intérêts des plus de 33 000 étudiants membres. Les questions discutées autour de la table sont d’ordre académique, politique et social. Les décisions prises au nom des 33 000 étudiants se doivent d’être discutées et acceptées dans non seulement dans le but de faire avancer la qualité de vie des étudiants, mais aussi d'assurer que la visibilité de ceux-ci soit positive.
C’est le conseil d’administration qui accepte et valide les candidatures pour les événements que le RÉFAEC chapeaute. Celui-ci se garde aussi le droit de régir la charte qui encadre chacune des instances du RÉFAEC, soit le conseil d’administration lui-même et les tables des compétitions.

## Compétitions chapeautées

### Jeux du Commerce
Les Jeux du Commerce ont été créés en 1989 grâce à l'initiative de quelques étudiants de HEC Montréal qui voulaient renforcer les liens entre les étudiants d'administration des affaires à travers la province de Québec. Monsieur Patrice Bourbonnais était l'étudiant à la tête de l'équipe. Les cofondateurs Patrick Bérard et Benoit Lessard, ainsi que bien d'autres ont complété l'équipe.  L'École des Hautes Études Commerciales de Montréal fut la première institution hôte des Jeux du Commerce en janvier 1989. L'événement vise à promouvoir les échanges entre les membres des différentes facultés d'administration de l'Est du Canada et le monde des affaires et de permettre aux participants de rivaliser avec leurs pairs dans une ambiance de camaraderie et de saine compétition. L'événement réunit annuellement plus de 1 200 étudiants de premier cycle des différents domaines de l'administration. Les participants œuvrent dans l'un des trois volets présentés : académique, sportif ou social. Les délégations se confrontent dans divers cas académiques différents : Finance, Gestion des ressources humaines, Marketing, Système d’information de gestion, Stratégie d'affaires, Commerce international, Comptabilité, Entrepreneuriat et Fiscalité, Développement durable, Interactif 24h, Opérations et Logistique. Le volet académique inclut également deux autres épreuves: le cas surprise et le débat oratoire.

### Happening Marketing
Le Happening Marketing est un événement qui réunit le monde universitaire de l’Est du Canada pour des compétitions académiques, sportives et sociales. Cette compétition se déroule annuellement au mois de mars. Elle regroupe dix des treize universités membres du RÉFAEC. Tous les cas académiques sont exclusivement reliés au domaine du marketing et réservés aux étudiants de premier cycle en administration.
L’événement comprend trois volets ; un volet académique, un volet social et un volet sportif. Le volet académique est composé d’un cas de stratégie marketing, de communication marketing (le Contrat), de marketing B2B, de marketing numérique, de marketing expérientiel, un cas surprise et de génie en herbes. Ensuite, le volet sportif initiera les participants à un sport non conventionnel qui mettra à l’épreuve leurs capacités d’adaptation et leur travail d’équipe. Et finalement, le volet social est une activité dynamique permettant aux participants de faire appel à leur inventivité et leur débrouillardise.
Une épreuve de participation ainsi que de la contribution à la communauté complète la compétition.

### Symposium GRH
Né à l’ère du nouveau millénaire, cette compétition interuniversitaire a réuni à ce jour entre 350 et 400 étudiants de neuf universités de l’Est du Canada chaque année. L’objectif de cette compétition est de mesurer l’expertise, les compétences et les connaissances des étudiants en gestion des ressources humaines, en plus d’assurer le développement de la relève de demain.
Au cours des dernières années, un volet sportif a été intégré à la compétition. Les participants au volet académique doivent résoudre cinq cas académiques: la gestion de crise, l’étude de cas en gestion des ressources humaines, la négociation collective, un cas de deux semaines ayant un mandat RH et le quiz. Un volet immersif ainsi qu'une épreuve de contribution à la communauté sont présents.
Comme toute compétition, le Symposium GRH permet aux participants de développer des contacts, des liens et des partenariats avec les étudiants provenant de diverses universités.

### Omnium Financier
L’Omnium Financier est une compétition interuniversitaire chapeautée par le RÉFAEC née en 2006. 
L’Omnium Financier est un événement qui réunit le monde universitaire pour des compétitions essentiellement académiques. Les domaines de la gestion des ressources humaines et du marketing ayant déjà leur propre événement, un vide restait à combler dans la liste des compétitions : la finance et la comptabilité. Le comité organisateur fondateur, créé en 2005 et présidé par Guillaume Marion, a tenu la première édition de la compétition les 10-11-12 février 2006 à HEC Montréal et au Centre Sheraton de Montréal.
L'Omnium Financier ("Financial Open" en anglais) est une compétition regroupant plus de 20 participants de chacune des universités et qui permet maintenant à plus de 200 étudiants de confronter leurs idées  et connaissances dans huit cas académiques : finance corporative, finance de marché, comptabilité financière, comptabilité de management, finance personnelle, Éthique CFA, cas surprise et fiscalité. L’Omnium Financier inclut également un jeu questionnaire du type génie en herbe dont le thème est l’actualité financière et une simulation boursière. 

## Jeux du Commerce Pan-Canadiens
En 2003 Yannick Denis-Trudel, le président du RÉFAEC de l'époque, imagina de concert avec Patrick Beaumont et Stéphane Deschesnes une expansion des Jeux du Commerce à travers le pays pour par la suite regrouper les lauréats régionaux en une finale nationale.
En 2004, il mit sur pied une délégation étudiante de 12 observateurs provenant des 4 coins du pays afin de jauger de l'intérêt des étudiants hors-RÉFAEC. L'engouement fut immédiat et il dirigea en 2005 la première délégation Pan-Canadienne (Team ROC, Rest Of Canada) à participer pleinement aux Jeux du Commerce du RÉFAEC. Avec 18 Universités représentés et plus de 75 participants, Team ROC inspira les participants à démarrer des chapitres régionaux des Jeux du Commerce ailleurs au pays.
Avec l'aide du RÉFAEC et en s'inspirant de la formule gagnante des Jeux du Commerce, les JDC West (regroupant les Universités de la  Colombie-Britannique, de l' Alberta, de la  Saskatchewan et du  Manitoba) furent donc créés en 2006 grâce au dévouement de Jeff Potter et Nik Laufer-Edel du Sauder School of Business de l'Université de la Colombie-Britannique à Vancouver (UBC). Les chapitres JDC Central et JDC Atlantic ne sauraient tarder à voir le jour. Par la suite, les JDC Canada pourront alors devenir réalité.
En reconnaissance des efforts fournis par Yannick Denis-Trudel pour le rayonnement des Jeux du Commerce, les JDC West ont renommé depuis 2007 le trophée soulignant la meilleure participation en son honneur.

## Associations Membres
| Acronyme | Nom Complet                                                                     | Université représentée                               | Nom de la faculté (si mentionné)                                            | Site web                                |
| -------- | ------------------------------------------------------------------------------- | ---------------------------------------------------- | --------------------------------------------------------------------------- | --------------------------------------- |
| AÉESG    | Association étudiante de l'École des Sciences de la Gestion                     | Université du Québec à Montréal (UQAM)               | École des Sciences de la Gestion (ESG-UQAM)                                 | http://aeesg.com/                       |
| REGS     | Regroupement des étudiants en gestion de l'Université de Sherbrooke             | Université de Sherbrooke                             |                                                                             | http://regs.association.usherbrooke.ca/ |
| AEFAUM   | Association étudiante de la faculté d’administration de l’Université Moncton    | Université de Moncton                                |                                                                             | http://web.umoncton.ca/umcm-aefaum/     |
| AEHEC    | Association des Étudiants de HEC Montréal                                       | HEC Montréal                                         |                                                                             | http://www.aehec.ca/                    |
| AEMSA    | Association des étudiants du module des sciences administratives                | Université du Québec à Chicoutimi (UQAC)             |                                                                             |                                         |
| AESAC    | Association des étudiants en sciences administratives et comptables             | Université du Québec à Rimouski (UQAR)               |                                                                             | http://aesac.refaec.ca/                 |
| AÉSAL    | Association des étudiants en sciences de l’administration de l’Université Laval | Université Laval                                     | Faculté des sciences de l'administration de l'Université Laval (FSA ULaval) | http://www.aesal.ca/                    |
| AESCA    | Association des étudiant(e)s en sciences comptables et administration           | Université du Québec à Trois-Rivières (UQTR)         |                                                                             | http://www.aesca.ca/                    |
| AGEUQAT  | Association générale étudiante de l’UQAT                                        | Université du Québec en Abitibi-Témiscamingue (UQAT) |                                                                             | http://www.ageuqat.org/                 |
| CASA     | Commerce and Administration Students Association                                | Université Concordia                                 | École de Gestion JOHN-MOLSON School of Business (JMSB)                      | http://casajmsb.ca/                     |
| CETSC    | Conseil étudiant Telfer Student Council                                         | Université d'Ottawa                                  | École de Gestion TELFER School of Management                                | http://cetsc.ca/                        |
| MUS      | Management Undergraduate Society                                                | Université McGill                                    | Faculté de Gestion DESAUTELS Faculty of Management                          | http://www.musonline.com/               |
| REMAA    | Regroupement des étudiants des modules d’administration des affaires            | Université du Québec en Outaouais (UQO)              |                                                                             | http://www.remaa.ca/                    |